# Charlotte Delbo
Charlotte Delbo (ur. 10 sierpnia 1913 w Vigneux-sur-Seine, zm. 1 marca 1985 w Paryżu) – pisarka francuska, działaczka francuskiego ruchu oporu w czasie II wojny światowej.

## Życiorys
Pochodziła z wielodzietnej rodziny robotniczej. W 1932 wstąpiła do Młodzieży Komunistycznej, młodzieżówki Francuskiej Partii Komunistycznej, w 1934 poślubiła innego aktywistę komunistycznego Georges'a Dudacha. Od roku 1937 do 1941 współpracowała z aktorem i reżyserem Louisem Jouvetem.
Od września 1941 działała w ruchu oporu, do czego skłoniła ją wiadomość o egzekucji jej przyjaciela André Wooga. Działała w podziemnej grupie Politzera, redagując podziemną prasę. Została razem z mężem aresztowana 2 marca 1942 i rozłączona z nim; Georges Dudach został w maju rozstrzelany w forcie Mont Valérien. Delbo została uwięziona w więzieniu La Santé w Paryżu, w forcie Romaiville, a następnie dołączona do transportu 230 kobiet do niemieckiego obozu koncentracyjnego Auschwitz-Birkenau. Była jedną z 49 kobiet, które przetrwały pobyt w obozie; spisała wspomnienia z tego okresu. 7 stycznia 1944 została wysłana do obozu w Ravensbrück, stamtąd zaś wyzwolona 23 kwietnia 1945 przez Czerwony Krzyż. W dwa miesiące później wróciła do Francji.
Po wojnie pracowała ponownie z Louisem Jouvetem (do 1947), następnie w ONZ, wreszcie od 1961 była pracownikiem naukowym Centre national de la recherche scientifique, gdzie zajmowała się filozofią. Pozostawała płodną pisarką; jej twórczość, która dopiero zaczyna być odkrywana we Francji, związana była głównie z jej doświadczeniami wojennymi.

## Prace

### Eseje, wspomnienia i wiersze
- Les belles lettres, 1961.
- Le convoi du 24 janvier, 1965
- Auschwitz et après – trzy tomy
  - Aucun de nous ne reviendra, 1965; wydanie polskie: Żaden z nas nie powróci, przeł. Katarzyna Malczewska-Giovanetti, 2002.
  - Une connaissance inutile, 1970
  - Mesure de nos jours, 1971,
- Spectres, mes compagnons, 1977
- La mémoire et les jours, 1985

### Sztuki teatralne
- La théorie et la pratique, 1969.
- La sentence, pièce en trois actes,1972.
- Qui rapportera ces paroles?, tragédie en trois actes, 1974
- Maria Lusitania, pièce en trois actes, 1975
- Coup d'État, pièce en cinq actes, 1975.
- La ligne de démarcation et la capitulation, 1977.